# عبد الرضا صالح محمد
عبد الرضا صالح محمد (1950-) هو كاتب وروائي وقاص وفنان تشكيلي عراقي، ولد في ميسان العراقية، وهو عضو في نقابة الفنانين العراقيين، وجمعية التشكيلين العراقيين واتحاد أدباء وكتاب العراق، حصل على عدد من الجوائز الأدبية في القصة القصيرة.
حاصل على بكلوريوس تربية فنية، عمل مديرًا لمجلة البديل الثقافي، ونشر القصة والدراسات النقدية في معظم الصحف العراقية والعربية والعالمية، نشر سلسلة من البحوث والدراسات الفنية والتشكيلية في جريدة الزمان.

## مؤلفات
صدرت له عدة أعمال أدبية منها:
- «معركة التأميم الخالدة : مواقف وشهادات»، بغداد: جامعة البصرة، 1981.[3]
- «أبو ذر الغفاري» سيرة ذاتية، 1995.
- «الفخار والخزف» كتاب فني، دار الحكمة، 1997.
- «عناصر الفن الإسلامي» كتاب فني دار الضياء، 2000.
- «كرة الصوف» مجموعة قصصية، البديل الثقافي، 2005.
- «سقوط الأجنحة» مجموعة قصصية، دار تموز، 2007.
- «أضغاث مدينة» رواية، منظمة الصحفيين والمثقفين الشباب - دار الضياء، 2012.[4]
- «خرير الوهم» مجموعة قصصية دار تموز، دمشق، 2013.
- «ثلاثية اللوحة الفارغة» مخطوط رواية، المؤسسة العربية للنشر والتوزيع، بيروت، 2015.[5]
- «بعد رحيل الصمت»، رواية، المؤسسة العربية للعلوم ناشرون، بيروت، 2013، عدد الصفحات:243.[6]
- «سبايا دولة الخرافة»، رواية، دار أمل الجديدة للطباعة والنشر والتوزيع، 2017، عدد الصفحات:232.[7]
- «الأرجوحة الفارغة : رباعيات شيئية»، اتحاد الأدباء والكتاب في البصرة، 2017.[8]
- «الكواز ورحلة التيه : رواية»، دار الدراويش للنشر والترجمة.[9]
- «صدام حسين : ملامح من فكره الشمولي» جامعة البصرة، مركز دراسات الخليج العربي، قسم الدراسات السياسية والإستراتيجية.[10]
- «طائر السعف»، وزارة الثقافة والاعلام - دائرة الشؤون الثقافية والنشر.[11]

## جوائز
حصل على عدة جوائز منها:
- جائزة البوستر السياسي القطرية 1976.
- جائزة وزارة التربية عن قصة (لقاء غير مرتقب).
- جائزة مؤسسة الأمل عن قصة (رفيقي ليلٌ).
- جائزة النور للإبداع عن قصة (اله الخشب).